# Paulo Jacomo Pinto
Paulo Jacomo Pinto (1625 circa – 1700 circa) è stato un ebreo portoghese rappresentante dei Granas di Livorno.

## Biografia
Paulo Jacomo Pinto o Jacob Jessurun Pinto era un ebreo di origini portoghesi che ha aperto i negoziati ad Amsterdam nel 1658 per permettere ad un gruppo di ebrei di trasferirsi in Caienna, allora sotto il controllo della Repubblica delle Sette Province Unite.
A seguito dell'espulsione dei moriscos e marrani dalla penisola iberica, il numero di ebrei "granas" nel porto del Granducato di Toscana di Livorno aumentò di trenta volte in un secolo, passando da 114 nel 1601 a circa 3.000 nel 1689. È soprattutto nell'anno 1660 che Livorno centralizza i rifugiati, perseguitati dalle autorità spagnole a Orano, la maggior parte dei quali parlano spagnolo e non hanno mai conosciuto altri paesi. Paulo Jacomo Pinto ha voluto raccogliergli nella costa selvaggia (America del Sud), passando prima attraverso l'isola di Tobago al largo della costa del Venezuela, che era stata colonizzata da ebrei olandesi di Amsterdam dal 1622 sulla scia del precedente periodo di presenza fiamminga dell'impero spagnolo, poi olandese, intorno alle saline di Araya di fronte a Cumaná e l'isola di Margarita.
Nel 1659, il suo amico David Cohen Nassi, tornato dal Brasile a Amsterdam, ricevette finalmente il permesso di fondare una colonia in Caienna, allora sotto il dominio olandese, cosa che fece nel 1660. Joao d’Ylan di Curaçao partecipò inoltre alla fondazione della comunità ebraica di Caienna. I due uomini hanno voluto lasciare Curaçao in un momento in cui l'isola non ospitava ancora schiavi, i primi non apparvero che dopo il 1658..
Paulo Jacomo Pinto organizzò questi convogli perché era preoccupato per l'arrivo di poveri ebrei nella sua città, causata dalla persecuzione subita a Orano, all'epoca spagnola.
Nel 1667 il governatore spagnolo di Orano (oggi Algeria) ordinò anche l'espulsione di tutti gli ebrei e marrani convertiti. Questi si riunirono agli altri ebrei di Orano, che si erano trasferiti a Livorno dopo l'occupazione spagnola di Orano nel 1509. Questi convertiti, i marrani, poterono tornare così al giudaismo.
Paulo Jacomo Pinto ottenne il trasporto nel 1658 e nel 1659 di due gruppi di ebrei, il secondo di 120 persone, passando per la Zelanda. Un terzo gruppo di 152 ebrei di Livorno arrivò sul Monte de Cisne il 20 luglio 1660, mentre la sua destinazione doveva essere la Caienna. Tra questi, il famoso poeta spagnolo ebreo Daniel Levi de Barrios, la cui moglie Debora morì a Tobago. Nel gennaio 1661, Paulo Jacomo Pinto si preoccupò per la sorte degli ebrei deviati per un motivo sconosciuto a Tobago e lasciati in miseria, mentre dovevano radunarsi a Caienna.
David Cohen Nassi e Paulo Jacomo Pinto proposero la creazione di un villaggio ebraico autonomo vicino al sito di Thorarica (Jodensavanne), abitata dagli ebrei olandesi fin dal 1620, idea accettata dalle autorità britanniche, che offrirono cinque ettari di terra non lontano dal fiume Suriname, per creare il villaggio di Cassipora, dal nome dell'insenatura dove si trova. La posizione del villaggio rimane incerta a tutt'oggi, ma suo cimitero, il più antico cimitero ebraico nella colonia - è stato trovato. L'epitaffio più antico è datato 1666. Sotto l'influenza di Samuel Nassi, figlio di David Cohen Nassi, la località ottenne una rappresentanza nell'amministrazione della colonia del Suriname e si dotò di imbarcazioni permettendo un commercio fluviale.
Durante il solo anno 1660, furono 152 gli ebrei che si stabilirono a Caienna. Ma nel 1664, la caduta di questa colonia, per opera degli inglesi (che poi non si insediarono), li costrinse a fuggire in Suriname, che gli olandesi avevano occupato più di 60 anni prima.
Nel 1664, con l'arrivo dei francesi a Caienna, gli olandesi si arresero senza combattere, ma ottenendo la garanzia di professare liberamente la loro religione. Tuttavia, i due terzi degli ebrei di Remire, circa 300 persone, partirono per stabilirsi in Suriname.